# アルトゥール・ドミトリエフ
アルトゥール・ヴァレーリエヴィチ・ドミトリエフ（ロシア語: Артур Валерьевич Дмитриев、1968年1月21日 - ）は、ロシア出身の男性フィギュアスケート選手。
1992年アルベールビルオリンピック、1998年長野オリンピックペア金メダリスト。1991年、1992年世界フィギュアスケート選手権ペアチャンピオン。
パートナーはナタリヤ・ミシュクテノクとオクサナ・カザコワ。
ロシア語読みでは「アルトゥール・ヴァリェーリイェヴィチュ・ドミートリイェフ」に近い。息子はフィギュアスケート選手のアルトゥール・ドミトリエフ。

## 経歴
- 1987年、ナタリヤ・ミシュクテノクとペアを組む。
- 1991年、1992年世界フィギュアスケート選手権優勝。
- 1992年アルベールビルオリンピックに独立国家共同体代表として出場し、金メダルを獲得。
- 1994年リレハンメルオリンピックにロシア代表として出場し銀メダルを獲得。のちにナタリヤ・ミシュクテノクの引退に伴いペア解消。
- 1995年オクサナ・カザコワとペアを組む。
- 1998年長野オリンピックで金メダルを獲得し、アマチュアを引退。引退後はフィギュアスケートコーチ兼振付師として活動をはじめ、伊奈恭子&ジョン・ジマーマンらの振付を担当した。

## 主な戦績
- 93-94シーズンまではナタリヤ・ミシュクテノクとのペア。
- 94-95シーズンよりオクサナ・カザコワとのペア。

| 大会/年      | 87-88 | 88-89 | 89-90 | 90-91 | 91-92 | 92-93 | 93-94 | 94-95 | 95-96 | 96-97 | 97-98 |
| ------------ | ----- | ----- | ----- | ----- | ----- | ----- | ----- | ----- | ----- | ----- | ----- |
| オリンピック |       |       |       |       | 1     |       | 2     |       |       |       | 1     |
| 世界選手権   |       |       | 3     | 1     | 1     |       |       |       | 5     | 3     |       |
| 欧州選手権   | 4     | 3     | 3     | 1     | 1     |       | 3     |       | 1     |       | 2     |